# بنجامين إف. ستابلتون
بنجامين إف. ستابلتون هو محامي وسياسي أمريكي، ولد في 12 نوفمبر 1869 في بينتسفيل في الولايات المتحدة، وتوفي في 23 مايو 1950 في دنفر في الولايات المتحدة. نشط حزبياً في الحزب الديمقراطي.